# Леонардо Дженоні
Леонардо Дженоні (італ. Leonardo Genoni; 28 серпня 1987, м. Кюснахт, Швейцарія) — швейцарський хокеїст, воротар. Виступає за ХК «Давос» у Швейцарській національній лізі.
Вихованець хокейної школи СЦ «Цюрхер». Виступав за «Кюснахт Лайонс», ХК «Давос».
У складі національної збірної Швейцарії учасник чемпіонату світу 2011. У складі молодіжної збірної Швейцарії учасник чемпіонатів світу 2005 і 2006. У складі юніорської збірної Швейцарії учасник чемпіонату світу 2004 (дивізіон I) і 2005.
Досягнення
- Чемпіон Швейцарії (2009, 2011, 2015).